# غرة حمراء المقدمة
غرة حمراء المقدمة (الاسم العلمي: Fulica rufifrons) (بالإنجليزية: Red-fronted Coot)‏ هي نوع من الطيور تتبع جنس الغرة من فصيلة المرعات.